# Aureolo
Manio Acilio Aureolo (Dacia, 220 circa – Mediolanum, 268) è stato un militare romano.
Fu comandante di cavalleria di stanza a Milano al servizio dell'imperatore Gallieno, contese a quest'ultimo il trono nel 267 mentre il legittimo imperatore era impegnato in una campagna contro i Goti.

## Biografia
Originario sembra della Dacia, combatté con grande coraggio per le armate dell'imperatore Gallieno, contro quelle dell'usurpatore Ingenuo in Mesia, nel 258. Le forze comandate da Aureolo erano truppe di cavalleria. Egli potrebbe, secondo il Christol, aver rivestito il ruolo di comandante degli equites singulares Augusti.
Questo successo lo portò in grande considerazione presso l'Imperatore, il quale, poco dopo, gli affidò la difesa dell'Illirico (Illiricianos exercitus regens), contro altri due usurpatori venuti da Oriente, Macriano Maggiore insieme ai figli Macriano Minore e Quieto (nel 261), mentre Gallieno era impegnato in Gallia contro Postumo. Aggiunge Migliorati che potrebbe essere stato posto al comando, già dal 260, dei nuovi squadroni della nuova cavalleria appena riformata da Gallieno.
Sembra che nel corso del 267, Gallieno, grazie all'appoggio di Aureolo (magister equitum) ed alla perizia militare del suo magister militum, Claudio (dux totius Illyrici), combatté con successo le armate galliche secessioniste di Postumo, il quale aveva preferito associare al potere un certo Vittorino, richiedendo anche aiuto alle vicine tribù germaniche dei Franchi.
Venne lasciato da Gallieno a Mediolanum a capo della cavalleria, incaricato di sorvegliare un eventuale arrivo di Postumo in Italia. Anche lui come altri, sotto la spinta dei militari che avevano in spregio Gallieno, assunse il potere nel 268. Sembra, inoltre, che abbia offerto la sua alleanza a Postumo, il quale però preferì rimanere neutrale nel conflitto tra lo stesso e Gallieno. Alla notizia che Aureolo stava raccogliendo un grosso esercito per muoversi su Roma, Gallieno tornò in Italia costringendo il suo avversario a rinchiudersi nelle mura di Mediolanum (Milano), dopo averlo sconfitto sul fiume Adda, nella battaglia di Pontirolo (pons Aureoli).
Mentre era ancora in corso l'assedio, Aureolo, che inutilmente aveva cercato di venire a patti, prima con Gallieno (che nel settembre del 268 venne ucciso da un complotto di suoi generali) e poi con Marco Aurelio Claudio, il nuovo imperatore, fu trucidato verso la fine del 268 dai suoi stessi ufficiali. Secondo altri venne messo a morte da Aureliano, contro il parere dello stesso Claudio.